# Killer (belgische Band)
Killer ist eine belgische Heavy-Metal-Band, die 1980 gegründet wurde, stark vom New Wave of British Heavy Metal beeinflusst wurde und stilistische Ähnlichkeiten zu Motörhead aufweist.

## Bandgeschichte

### Bandgründung und Veröffentlichung des Debütalbums: Ready for Hell 1980–1981
Die Band Killer wurde im Jahr 1980 von Gitarrist und Sänger Paul „Shorty“ Van Camp und Schlagzeuger „Fat“ Leo Felsenstein gegründet, nachdem die beiden ihre vorherige Rock- und Blues-Formation Mothers of Track, die etwa zehn Jahre existierte und vier Singles sowie ein Album veröffentlichte, aufgelöst hatten. Danach ging es zunächst ziemlich schnell: Nach einigen Auditionen wurde die Band mit Bassist und Sänger Ivo „Spooky“ Van Doren komplettiert. Dieser bediente zuvor bei einem belgischen Band namens Trash den Bass und fiel den beiden Bandgründern bereits zu Zeiten von Mothers of Track auf, als Trash in deren Vorprogramm auftrat. Fortan teilten sich Van Camp und Van Doren den Gesang. In den nächsten vier Monaten konnte die neuformierte belgische Band dann bereits einen Plattenvertrag bei WEA Records einheimsen sowie ihr Debütalbum in den Dig-It Studios in Aalst einspielen. Veröffentlicht wurde dieses von Schlagzeuger „Fat“ Leo Felsenstein produzierte Werk schließlich 1981 unter dem Titel Ready for Hell. Nicht nur die Tatsache, dass Killer auf eine Besetzung als Trio setzte, offenbarte Ähnlichkeiten zu Motörhead, auch die musikalische Ausrichtung erinnerte ab dem ersten Album an die britische Band um Lemmy Kilmister.
Ende 1981 stand dann allerdings bereits der erste Besetzungswechsel an: „Fat“ Leo Felsenstein räumte den Platz am Schlagzeug für Robert „Double Bear“ Cogen. Der ehemalige Schlagzeuger blieb der Band aber als Organisator der Bühnenaufbauten und des Merchandiseverkaufs erhalten und übernahm zusammen mit Alfie Falckenbach und Stonne Holmgren das Management der Band. Aufgrund ausgedehnter Liveaktivitäten konnte sich Killer nach der Veröffentlichung von Ready for Hell bereits einen hohen Bekanntheitsgrad in ganz Europa und auch darüber hinaus erspielen.

### Die Optimierung der stilistischen Ausrichtung und der internationale Durchbruch: Wall of Sound 1982
Nach dem Personalwechsel am Schlagzeug nahmen Killer von Januar bis Februar 1982 in der Besetzung Paul „Shorty“ Van Camp, Ivo „Spooky“ Van Doren und Robert „Double Bear“ Cogen ihre Songs für das kommende zweite Studioalbum auf. Da Robert „Double Bear“ Cogen im Gegensatz zu seinem eher blues- und rockorientierten Vorgänger „Fat“ Leo Felsenstein ein ausgewiesener Metaldrummer war und die Doublebasstechnik in das musikalische Klangbild von Killer integrierte, lag das Zweitwerk stilistisch betrachtet noch näher an der musikalischen Ausrichtung von Motörhead. Das wiederum von Leo Felsenstein produzierte und 1982 über die Plattenfirma Lark Records veröffentlichte Album Wall of Sound festigte demnach die stilistische Ausrichtung des belgischen Trios. Dieses Werk, das erneut in den Dig-It Studios in Aalst aufgenommen wurde, bedeutete den internationalen Durchbruch von Killer. Nach der Veröffentlichung von Wall of Sound tourte die Band ausgiebig.  Zudem ließ man sich auf einigen europäischen Festivalbühnen blicken. Unter anderem spielte man zusammen mit Anvil, Gary Moore, Uriah Heep, Baron Rojo, Golden Earring, Viva, Ostrogoth und der französischen Metalband Warning auf dem ersten Heavy Sound Festival 1983 in Brügge.

### Der Wechsel zu Mausoleum Records und die Festigung des internationalen Bekanntheitsgrades: Shock Waves 1983–1985
Noch im Jahr 1982 gründete Alfie Falckenbach zusammen mit „Fat“ Leo Felsenstein und Stonne Holmgren die Plattenfirma Mausoleum Records. Diese nahm Killer im Anschluss daran sogleich unter Vertrag, was aufgrund der guten Kontakte zwischen der Band und den Labelgründern auch nicht verwunderlich war. Eine der ersten Veröffentlichungen des Labels war schließlich die 1983 erschienene Split-EP If It’s Loud, We’re Proud, auf der neben Killer mit Ostrogoth und Crossfire zwei weitere belgische Bands vertreten waren. Killer steuerte dazu zwei Songs bei: Zum einen „Walls of Hell“, ein Medley aus den beiden Titelsongs der bereits veröffentlichten Alben Ready for Hell und Wall of Sound, und zum anderen eine exklusive Aufnahme des Songs „Blood on the Chains“, der ein Jahr später für das dritte Studioalbum Shock Waves nochmals neu aufgenommen wurde. Im selben Jahr hatte Killer den ersten Auftritt im belgischen Fernsehen. Im Zuge eines Metal Specials der belgischen Musikshow Pop Elektron, bei dem auch Saxon zu Gast war, wurden „Shorty“, „Spooky“ und „Double Bear“ zunächst interviewt, ehe sie dem Publikum „Kleptomania“ von ihrem Album Wall of Sound präsentierten.
Mit der neuen Plattenfirma Mausoleum Records im Rücken startete Killer im Anschluss noch mehr durch. In derselben Besetzung wie beim Vorgänger Wall of Sound, also mit Paul „Shorty“ Van Camp an der Gitarre, Ivo „Spooky“ Van Doren am Bass und Robert „Double Bear“ Cogen am Schlagzeug – wobei sich Van Camp und Van Doren nach wie vor den Gesang teilten – wurden von September bis Oktober 1983 die Songs für das dritte Studioalbum Shock Waves aufgenommen. Die Aufnahmen fanden diesmal allerdings nicht mehr in den Dig-It Studios in Aalst, sondern in Harry’s Studio in Heist-op-den-Berg statt, da Luc Ardyns sein Aufnahmestudio in Aalst aufgab und das Equipment an Harry’s Studio weiterverkaufte. Das diesmal von Killer und Jos Kloeck produzierte Werk Shock Waves, bei dem erstmals das bis heute verwendete Killer Logo verwendet wurde, erschien schließlich 1984 und wurde weltweit mit positiven Kritiken versehen. Die Karriere einer der ersten belgischen Metalbands kannte von der Bandgründung bis 1984 nur einen Weg, nämlich steil bergauf. Dieser Aufstieg sollte aber im kommenden Jahr 1985 jäh gebremst werden.

### Die große Enttäuschung: Still Alive in Eighty-Five 1985–1987
Nach der Veröffentlichung des dritten Studioalbums Shock Waves, das von der internationalen Musikpresse durchweg positiv aufgenommen wurde, schien Killer kurz vor dem ganz großen weltweiten Durchbruch zu stehen. Doch letztendlich kam es anders: Wie üblich begab sich die ambitionierte Liveband Killer nach dem Release eines Studioalbums auf Tour. Doch diese 1984 gestartete Konzertreise sollte eine besondere werden, denn man plante nach drei Studioalben die Veröffentlichung eines Doppel-Livealbums, bestückt mit alten Hits und etwas neuem Material. Dazu wurde 1985 ein von den Fans frenetisch bejubelter Auftritt in Antwerpen mitgeschnitten, bei dem während des letzten Songs „No Future“ über 100 Fans auf die Bühne kletterten und die Band gesanglich unterstützten. Dieser Livemitschnitt wurde von Dieter Dierks aufgenommen und fertig abgemischt.  Auch ein Coverartwork für das bereits Still Alive in Eighty-Five betitelte Livealbum war bereits fertiggestellt.  Doch am Ende scheiterte die von der Band sehnlichst angestrebte Veröffentlichung an finanziellen Problemen der Plattenfirma Mausoleum Records. Deshalb kam es zu finanziellen und rechtlichen Differenzen mit dem Aufnahmestudio in Brüssel, in dem der abschließende Mix des Albums vorgenommen wurde, und der Studiobesitzer gab die fertigen Abmischungen aufgrund fehlender Zahlungen des Plattenlabels nicht mehr heraus. Er behielt sie sozusagen als Pfand ein. Als Mausoleum schließlich 1986 bankrottging, war die Veröffentlichung des Livealbums endgültig vom Tisch. Dieser gescheiterte Wunschtraum wirkte auf die Bandmitglieder von Killer, einer Band, die den Ruf einer hervorragenden Liveband genoss, wie eine Blockade und sollte die nachfolgende Bandhistorie nachhaltig beeinflussen. Zwar absolvierte man 1986 noch eine vielumjubelte Headlinertour durch Polen, also auf der anderen Seite des Eisernen Vorhangs, was zu jener Zeit nicht unbedingt üblich war, allerdings konnten auch die dort durchweg ausverkauften Konzerthallen mit mehr als 10.000 Zuschauern nicht über die Enttäuschung des bis heute unveröffentlicht gebliebenen Livealbums hinwegtrösten. Demotiviert und desillusioniert lösten „Shorty“ Van Camp, „Spooky“ Van Doren und „Double Bear“ Cogen die Band 1987 erstmals auf und das abrupte Ende der so vielversprechenden Karriere von Killer schien erreicht.

### Zwischen erster Auflösung und erster Reunion: Die Soloprojekte 1987–1989
Obwohl sich Killer 1987 erstmals auflöste, blieben die Bandmitglieder im Anschluss daran nicht untätig. Gitarrist und Sänger Paul „Shorty“ Van Camp wandte sich umgehend Soloaktivitäten zu und scharte dafür neben Robert „Double Bear“ Cogen am Schlagzeug neue musikalische Mitstreiter um sich: Rhythmusgitarrist Olaf Van Deuren und der ebenfalls für den Gesang verantwortliche Bassist Luc „Apache“ D’hoore komplettierten die Besetzung der neu entstandenen Band Van Camp, die noch im selben Jahr das Album Too Wild to Tame veröffentlichte. Das Album, das klangtechnisch die Tradition von Killer weiterführte, jedoch mehr spielerischen Freiraum für „Shorty“ Van Camp offenbarte, wurde in den ACE Studios in Antwerpen aufgenommen und erneut von Jos Kloeck produziert, der sich ja bereits für die Produktion des 1984 veröffentlichten Albums Shock Waves verantwortlich zeichnete. Vier Songs dieses Albums, das via CNR Records erschien, sollten später auch auf Wiederveröffentlichungen von Killer-Alben erscheinen: Zunächst fanden die Stücke „From Nine to Five“, „Too Wild to Tame“, „Crazy Circus“ und „Chinese Woman“ den Weg auf die 2002 erschienene CD-Wiederveröffentlichung von Fatal Attraction, ehe eben dieselben vier Songs als Bonustracks auf der 2012 erschienenen CD-Wiederveröffentlichung von Ready for Hell auftauchten. Diese Veröffentlichungspolitik wirft zumindest die Fragen auf, warum für Ready for Hell nicht die anderen, übrigen vier Songs als Bonustracks verwendet wurden bzw. warum das Album nicht in Gänze neu aufgelegt wurde oder eben vollständig als Bonus einer Killer-Wiederveröffentlichung beigefügt wurde.
Neben „Shorty“ Van Camp und „Double Bear“ Cogen, die beide in „Shortys“ Soloprojekt Van Camp involviert waren, zeigte sich aber auch Ivo „Spooky“ Van Doren in dieser Zeit nicht untätig. Dies offenbart der Samplerbeitrag „Big Steel“, der ebenfalls im Jahr 1988 auf der Kompilation Heavy, Hell & Metal erschien. Der von Van Doren geschriebene und mit Gastsängerin Rosie (nicht Doro Pesch, wie oftmals vermutet) aufgenommene Song ist eines von drei Liedern, die Van Doren für eine Demoveröffentlichung aufnahm. Über dieses Demo ist allerdings nichts weiter bekannt, außer dass der künftige Schlagzeuger von Killer, Rudy Simmons, an den Aufnahmen beteiligt war. Der Song „Big Steel“ ist darüber hinaus aber noch insofern interessant, da er in der Trackliste der 1988 erschienenen Kompilation Heavy, Hell & Metal ohne exakte Band- bzw. Künstlerbezeichnung abgedruckt ist. Dies ließ die Interpretationen zu, dass „Big Steel“ entweder der Band Killer zuzuschreiben ist oder nur dem Songwriter des Liedes Van Doren. Auch heute findet man darüber widersprüchliche Angaben im Internet. Da allerdings der Song in einer Zeit entstand, in der Killer nicht aktiv war und überdies Schlagzeuger Rudy Simmons bestätigte, dass es sich bei „Big Steel“ um eine Demoaufnahme eines Van-Doren-Soloprojekts handelte, ist die Zuordnung prinzipiell geklärt, die exakte Band- bzw. Künstlerbezeichnung allerdings nicht.
Auf dieser Kompilation Heavy, Hell & Metal ist allerdings neben „Big Steel“ zusätzlich noch eine bis dato unveröffentlichte Aufnahme von Killer enthalten: Mit dem Livemitschnitt von „In the Name of the Law“ wurde 1988 erstmals ein Song des für das Livealbum Still Alive in Eighty-Five vorgesehenen Konzerts, das in Antwerpen aufgenommen wurde, veröffentlicht. Zwei weitere Liveaufnahmen dieses Auftritts, „Shock Waves“ und „Scarecrow“, erschienen ebenfalls 1988, diesmal auf der Kompilation Power Metal – Heavy Metal from Benelux. Die beiden Songs wurden dabei zu einem Track zusammengefasst. 2012 sollten diese drei Livemitschnitte als Bonustracks der CD-Wiederveröffentlichung von Shock Waves wiederverwendet werden.

### Die erste Reunion und die Aufstockung zum Quartett: Fatal Attraction 1989–1991
Nachdem Ivo „Spooky“ van Doren mit seinem Soloprojekt abgesehen vom Song „Big Steel“ auf dem Sampler Heavy, Hell & Metal kein weiteres musikalisches Lebenszeichen veröffentlichte, spielte er 1989 mit dem Gedanken, Killer in einer gänzlich neuen Besetzung zu reformieren. Als weitere Bandmitglieder sah er die Musiker seines Soloprojekts vor: Jan Van Springel an der Gitarre und Rudy Simons am Schlagzeug, die zuvor bei White Fang spielten, sollten das neue Line-Up komplettieren. Erst im letzten Augenblick stieß mit Paul „Shorty“ Van Camp auch noch ein zweites Gründungsmitglied zu dieser Reunion, nachdem sich seine Soloband Van Camp nach etwa zehn Auftritten, u. a. auch zusammen mit Candlemass, kurz zuvor aufgelöst hatte. Der ehemalige Schlagzeuger Robert „Double Bear“ Cogen zeigte allerdings kein Interesse an der Reunion, da er inzwischen in mehreren Coverbands aktiv war. Erstmals in der Bandgeschichte als Quartett formiert – übrigens eine weitere Parallele zu Motörhead, da die Band um Lemmy Kilmister ebenfalls zwischenzeitlich aus vier Musikern bestand – machte sich Killer in den C.A.S. Studios im saarländischen St. Ingbert an die Aufnahmen für ein neues Studioalbum. Das von „Shorty“ Van Camp, „Spooky“ Van Doren und Alfie Falckenbach produzierte, letztlich Fatal Attraction getaufte vierte Studiowerk erschien im Jahr 1990 über das ebenfalls reformierte Plattenlabel Mausoleum – zunächst aber ausschließlich in Deutschland. Stilistisch betrachtet nahtlos an die drei vorangegangenen Studioalben anknüpfend enthielt Fatal Attraction mit „Steel Meets Steel“ auch eine Neuaufnahme des Samplerbeitrags „Big Steel“ von 1988, diesmal allerdings ohne Gastsängerin Rosie – „Shorty“ Van Camp und „Spooky“ Van Doren teilten sich wie schon häufig zuvor den Gesang. Im Anschluss an die Veröffentlichung des Albums begab sich Killer auf eine Tour durch Deutschland, die bis ins Jahr 1991 andauerte. Doch danach sollte eine neue Stilrichtung innerhalb Rockmusik die diversen klassischen Spielarten von Hard Rock und Heavy Metal in ihren Grundfesten erschüttern. Die Grungewelle führte dazu, dass diese Musikrichtungen nahezu schlagartig deutlich an Popularität verloren und im Zuge dessen auch ihre Vertreter – nämlich die Bands, die für diese Genres standen. Kurz gesagt: Hard Rock und Heavy Metal waren Anfang der 90er Jahre nicht mehr gefragt, weshalb die Bandmitglieder von Killer ein zweites Mal das Handtuch warfen.

### Zwischen zweiter Auflösung und zweiter Reunion: Vereinzelte Wiederbelebungen als Trio 1991–2002
Nach der erneuten Auflösung von Killer im Jahre 1991 starteten Paul „Shorty“ Van Camp und Ivo „Spooky“ Van Doren 1993 einen stilistischen Neuanfang: Unter dem Namen Blues Express verschrieb man sich, wie der Name bereits verrät, dem traditionellen Blues. Die neuformierte Blues-Combo, die im Laufe ihres Bestehens mehrere Besetzungswechsel erlebte, komponierte zwar eigene Songs und nahm darüber hinaus auch ein paar Demos auf, das Hauptaugenmerk der Band lag allerdings in Livedarbietungen alter Bluesklassiker. Unterdessen tauchte in dieser Zeitspanne aber auch der Name Killer vereinzelt aus der Versenkung auf. Im Jahre 1997 reformierten „Shorty“ Van Camp und „Spooky“ Van Doren die Band für einzelne Auftritte.  Mit einem neuen Schlagzeuger namens Ivan „Vanne“ Opdebeeck absolvierte die Band – wie in den frühen 80er Jahren als Trio – fünf Auftritte, u. a. im ’t Heem in Meeuwen. Dabei blieb es jedoch vorerst. Ebenfalls 1997 erschien der insgesamt vierte Mitschnitt des bis heute unveröffentlichten Livealbums Still Alive in Eighty–Five. Die Liveaufnahme von „Kleptomania“ wurde auf der CD Greenbellies Vol. 2, die einer Ausgabe des belgischen Print-Metal-Magazin Mindview beilag, veröffentlicht. Im Jahre 2012 erschien diese Liveversion zudem als Bonustrack auf der Wiederveröffentlichung des Albums Shock Waves. Im Jahre 1999 löste sich Blues Express nach 6-jähriger Existenz wegen musikalischer Differenzen wieder auf. Im Anschluss daran gründete Paul „Shorty“ Van Camp mit Schlagzeuger „Vanne“ Opdebeeck und Bassist Ian „Jakke“ Anthonis 1999 zwei Formationen namens Blackjack und Gypsy. Während es sich bei Blackjack um eine reine Coverband handelte, die vor allem Rockklassiker u. a. von Deep Purple oder ZZ Top nachspielte, war Gypsy eine Jimi-Hendrix-Coverband, die allerdings auch eigene Songs komponierte.

### 2002 bis heute
2003 erschien eine Live-Kompilation von einem Konzert anlässlich des zwanzigjährigen Jubiläums von Mausoleum Records, an dem sich Killer mit fünf Liedern beteiligte. Zwei der Lieder wurden mit Doro Pesch aufgenommen, die die beiden Warlock-Klassiker All We Are und Burning the Witches einsang.
Seitdem ist die Band in neuem Line-Up wieder aktiv und veröffentlichte bisher zwei Alben.

## Diskografie

### Studioalben
- 1980: Ready for Hell (wurde im Jahr 2012 mit vier Bonustracks – vier Songs des Soloalbums Too Wild to Tame von Gitarrist und Sänger Paul „Shorty“ Van Camp – wiederveröffentlicht)
- 1982: Wall of Sound (wurde im Jahr 2012 mit einem Bonustrack – dem Medley „Walls of Hell“ – wiederveröffentlicht)
- 1984: Shock Waves (wurde im Jahr 2012 mit vier Bonustracks – vier Liveaufnahmen des unveröffentlichten Livealbums Still Alive in Eighty-Five – wiederveröffentlicht)
- 1990: Fatal Attraction (wurde im Jahr 2002 mit vier Bonustracks – dieselben vier Songs des Soloalbums Too Wild to Tame von Gitarrist und Sänger Paul „Shorty“ Van Camp wie beim Re-Release von Ready for Hell – wiederveröffentlicht)
- 2003: Broken Silence
- 2005: Immortal
- 2015: Monsters of Rock

### Livealben
- 1985: Still Alive in Eighty-Five (unveröffentlicht)

### Split-EPs
- 1983: If It’s Loud, We’re Proud (enthält das Medley „Walls of Hell“ sowie eine alternative Version von „Blood on the Chains“)

### Auf Various-Artists-Kompilationen enthaltene Non-Album-Tracks
- 1988: „In the Name of the Law“ (Live) (Heavy, Hell & Metal) (Die Liveversion von „In the Name of the Law“ stammt von den Liveaufnahmen, die eigentlich für das 1985 geplante, aber bisher nicht veröffentlichte Livealbum Still Alive in Eighty-Five geplant waren.)
- 1988: „Shock Waves-Scarecrow“ (Live) (Power Metal – Heavy Metal from Benelux) (Die beiden Liveversionen von „Shock Waves“ und „Scarecrow“ – hier zu einem Track zusammengefasst – stammen von den Liveaufnahmen, die eigentlich für das 1985 geplante, aber bisher nicht veröffentlichte Livealbum Still Alive in Eighty-Five geplant waren.)
- 1997: „Kleptomania“ (Live) (Greenbellies Vol. 2, Promo-Heft-CD des belgischen Print-Metal-Magazins Mindview) (Die Liveversion von „Kleptomania“ stammt von den Liveaufnahmen, die eigentlich für das 1985 geplante, aber bisher nicht veröffentlichte Livealbum Still Alive in Eighty-Five geplant waren.)
- 2003: „Kleptomania“ (Live), „Blinded“ (Live), „Ready for Hell“ (Live), „All We Are“ (Live), „Burning the Witches“ (Live) (Mausoleum – The Official 20th Anniversary Concert Album) (Bei den zwei zuletzt genannten Songs handelt es sich um Live-Coverversionen von Warlock, bei denen Doro Pesch als Gastsängerin mitwirkte.)